# Бялостоцкий, Ян
Ян Бялосто́цкий (пол. Jan Białostocki; 14 августа 1921, Саратов — 25 декабря 1988, Варшава) — польский историк и теоретик искусства.

## Биография
Ян Бялостоцкий родился в семье музыканта Яна и Валентины, урождённой Верениновой. В 1939 году окончил 4-ю государственную гимназию им. Адама Мицкевича в Варшаве.
Во время немецкой оккупации изучал философию в секретном Варшавском университете у Владислава Татаркевича и Тадеуша Котарбиньского. После Варшавского восстания, с сентября 1944 года по май 1945 года, Ян содержался в нацистских концентрационных лагерях Гроссрозен, Маутхаузен и Линц III.
По возвращении в Варшаву, в 1945 году он стал ассистентом Михала Валицкого на кафедре истории средневекового искусства Варшавского университета и приступил к работе в Национальном музее в Варшаве. В 1946 году он получил степень магистра эстетики под руководством Владислава Татаркевича. В течение длительного времени он занимался научной и преподавательской деятельностью в Варшавском университете, где занимал должности руководителя Группы по изучению художественных учений (с 1969), заведующего Отделом истории современного мирового искусства (с 1971), председателя Учёного совета Института истории искусств (с 1975), директора этого Института (с 1984). В 1961—1962 годах он также был заместителем декана по работе со студентами исторического факультета, а в 1966/1967 учебном году — куратором кафедры истории средневекового искусства.
В 1949—1957 годах Бялостоцкий преподавал историю искусств на факультетах актёрского мастерства и режиссуры Государственной театральной школы в Варшаве, а в 1950—1951 годах вёл семинар и читал лекции по истории средневекового искусства в Лодзинском университете. Он читал лекции во многих университетах и музеях многих европейских стран, а также в США и Мексике, в том числе в Йельском университете (Нью-Хейвен, 1965—1966), Нью-Йоркском университете (1972), Висконсинском университете в Мэдисоне (1972), Университете штата Пенсильвания (1973), Коллеж де Франс (1978). Он был президентом Международного совета по философии и гуманитарным наукам при ЮНЕСКО и вице-президентом Международного комитета по истории искусств (CIHA).
В 1950 году Ян Бялостоцкий получил докторскую степень по философии в области истории искусств на основе диссертации, написанной под руководством Станислава Лоренца, под названием «Нидерландский пейзаж 1520—1620 годов». В 1955 году ему было присвоено звание доцента кафедры истории искусств, в 1962 году он был принят на работу в качестве доцента, а в 1972 году получил звание профессора.
В 1955 году он стал куратором Отдела европейской живописи, а с 1956 года — куратором Галереи зарубежного искусства в Национальном музее в Варшаве. Научные интересы Бялостоцкого были исключительно широки и включали историю живописи, в особенности голландской живописи XVII века, в том числе произведения Рембрандта и загадочной картины «Польский всадник», искусство эпох Возрождения, барокко, романтизма, историю художественных учений и методологию истории искусств. По замечанию Жермена Базена, Бялостоцкому «мы обязаны многочисленными серьёзными исследованиями по эпистемологии истории искусства, благодаря своей неисчерпаемой эрудиции он сумел глубоко проанализировать весь спектр значений слова „иконология“ в классическом французском искусствознании… Он проследил два значения этого слова, а именно „искусство“ и „интерпретация“».
Бялостоцкий — автор многочисленных публикаций (его библиография включает около 500 наименований), опубликованных в Польше и за рубежом. С 1961 года он был редактором «Бюллетеня Национального музея Варшавы» (Bulletin du Musée National de Varsovie), а также серии сборников «Искусство и мысль» (Sztuka i idee) в научном издательстве PWN. Популяризовал в Польше методы иконологии в исследованиях о произведениях искусства. В 1963—1979 был председателям «Общества историков искусства» (Stowarzyszenie Historyków Sztuki). Был членом ряда иностранных академий наук: голландской, бельгийской и майнцкой, а также Академии изящных искусств Сан-Фернандо в Мадриде. Почётный доктор университета в Гронингене и Свободного университета Брюсселя.
С 1962 года профессор Института истории науки Варшавского университета, с 1976 года член-корреспондент Польской академии наук. Многолетний работник (с 1956 куратор) Галереи зарубежного искусства Национального музея в Варшаве. С 1976 года — член-корреспондент Польской академии наук.
Ян Бялостоцкий был художником, создававшим гравюры на дереве, чему он научился в начале 1940-х годов в Варшаве у Тадеуша Цесьлевского. В 1943—1947 годах он делал экслибрисы для Игоря Шевченко, Анджея Винценца и Михала Валицкого. Логотип Ассоциации историков искусств — также его работа.
Он умер в Варшаве, похоронен на Повонзковском кладбище.

## Награды
Лауреат польской «Государственной премии I степени» (пол. Nagroda Państwowa I stopnia) (1978). Первый лауреат международной премии Аби Варбурга (1981), присуждаемой властями Гамбурга самым выдающимся теоретикам искусства.

## Публикации
- Poussin i teoria klasycyzmu (Пуссен и теория классицизма, 1953)
- Pojęcie manieryzmu i problem odrębności sztuki polskiej w końcu XVI i w początku XVII wieku (Понятие маньеризма и проблема своеобразия польского искусства в конце XVI — начале XVII вв., 1953)
- Cyrkiel i «Melancholia». O teorii sztuki Abrechta Dürera (Циркуль и «Меланхолия». О теории искусства Альбрехта Дюрера, 1954)
- Malarstwo europejskie w zbiorach polskich (Европейская живопись в польских собраниях, совместно с M. Walicki, 1955)
- Badania ikonograficzne nad Rembrandtem (Иконографическое исследование Рембрандта, 1957)
- Metoda ikonologiczna w badaniach nad sztuką (Иконографический метод в исследованиях произведений искусства, 1957)
- Pięć wieków myśli o sztuce (Пять веков мысли об искусстве, сборник статей, 1959)
- Dürer Albrecht [w:] Encyclopedia of World Art (Статья «Альбрехт Дюрер» в Энциклопедии мирового искусства, 1961)
- Styl i modus w sztukach plastycznych (Стиль и образ в изобразительном искусстве, 1961)
- Teoria i twórczość. O tradycji i inwencji w teorii sztuki i ikonografii (Теория и творчество. О традиции и новации в теории искусства и иконографии 1961)
- Le «Baroque»: style, epoque, attitude (Барокко: стиль, эпоха, установки, 1962)
- Sztuka cenniejsza niż złoto. Opowieść o sztuce europejskiej naszej ery (Искусство дороже золота. Трактат о европейском искусстве нашей эры, 1963)
- Iconography and Iconology [w:] Encyclopedia of World Art (Статьи «Иконография» и «Иконология» в Энциклопедии мирового искусства, 1963)
- Encompassing Themes and Archetypal Images (Окружающие темы и исконные образы, 1965)
- Der Manierismus zwischen Triumph und Dämmerung (1965)
- Późny gotyk: rozwój pojęcia i terminu (Поздняя готика: развитие понятия и термина, 1965)
- Stil und Ikonographie. Studien zur Kunstwissenschaft (Стиль и иконография. Исследование по искусствоведению, 1966)
- Kompozycja emblematyczna epitafiów śląskich XVI wieku (Символическая композиция силезских эпитафий XVI в., 1968)
- Symbolika drzwi w sepulkralnej sztuce baroku (Символика дверей в погребальном искусстве барокко, 1968)
- Rembrandt’s «Eques Polonus» («Польский всадник» Рембрандта, 1969). Пер. на русский (сокращенный — ?): Бялостоцкий Я. «Польский всадник» Рембрандта // Классическое искусство Запада. М.: Наука, 1973. С. 211—226.
- Erwin Panofsky (1892—1968) (1970)
- Two Types of International Mannerism: Italian and Northern (Две разновидности международного маньеризма: итальянская и северная, 1970)
- Refleksje i syntezy ze świata sztuki (Размышления и обобщения по истории искусства, сборник статей, 1978)
- Historia sztuki wśród nauk humanistycznych (Место искусствоведения среди гуманитарных наук, 1980)
- Symbole i obrazy w świecie sztuki (Символы и образы в мире искусства, сборник статей, 1982)
- Sztuka XV wieku. Od Parlerów do Dürera (Искусство XV в.: От Парлеров до Дюрера). Przekład Grzegorz Przewłocki. Redakcja naukowa, aktualizacje i uzupełnienia bibliograficzne Antoni Ziemba Wydawnictwa Uniwersytetu Warszawskiego, 2010